# Копіапо (провінція)
Провінція Копіапо (ісп. Provincia de Copiapó) — провінція у Чилі у складі області Атакама. Адміністративний центр — Копіапо.
Включає в себе 3 комуни.
Територія — 32 539 км². Населення — 155 713 осіб. Щільність населення — 4,79 осіб/км².

## Географія
Провінція розташована у центральній частині області Атакама.
Провінція межує:
- На півночі — провінція Чаньяраль
- На сході — провінції Катамарка і Ла-Ріоха (Аргентина)
- На півдні — провінція Уаско
- На заході — Тихий океан

## Адміністративний поділ
Провінція включає в себе 3 комуни:
- Копіапо. Адмін. центр — Копіапо.
- Кальдера. Адмін. центр — Кальдера.
- Тьєрра-Амарилья. Адмін. центр — Тьєрра-Амарилья.

## Демографія
Згідно з відомостями, зібраними в ході перепису 2002 р. Національним інститутом статистики (INE), населення провінції становить:
| Все населення | 155 713 осіб | 100 % |
| ------------- | ------------ | ----- |
| Міське        | 148 101      | 95,11 |
| Сільське      | 7612         | 4,89  |
| Чоловіки      | 79 436       | 51,01 |
| Жінки         | 76 277       | 48,99 |

Щільність населення — 4,79 осіб/км². Населення провінції становить 65,17% від населення області і 1,03% від населення країни.

## Найбільші населені пункти
| № | Населений пункт | Категорія | Населення осіб (2002) | Чоловіче населення осіб | Жіноче населення осіб | Територія км² |
| - | --------------- | --------- | --------------------- | ----------------------- | --------------------- | ------------- |
| 1 | Копіапо         | місто     | 125983                | 62762                   | 63221                 | 47,77         |
| 2 | Кальдера        | місто     | 12776                 | 6496                    | 6280                  | 8,48          |
| 3 | Тьєрра-Амарилья | місто     | 8578                  | 4412                    | 4166                  | 13,48         |
| 4 | Лос-Лорос       | село      | 1068                  | 587                     | 481                   |               |
| 5 | Лорето          | селище    | 522                   | 470                     | 52                    | 3,94          |

| Чилі | Це незавершена стаття з географії Чилі. Ви можете допомогти проєкту, виправивши або дописавши її. |